# 스탠퍼드 선형 가속기 센터

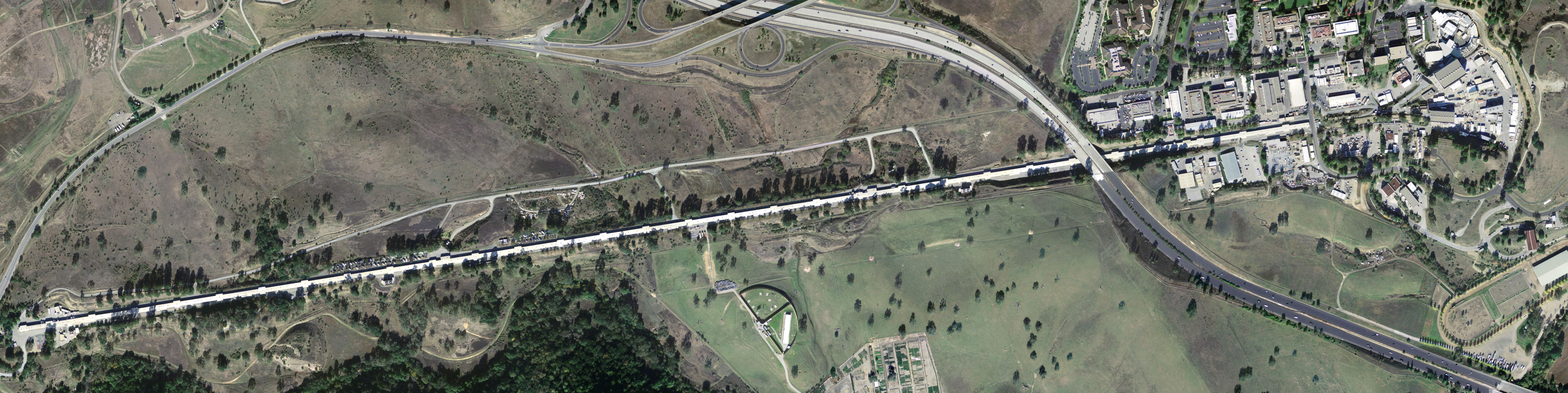
스탠퍼드 선형 가속기 센터의 사진

스탠퍼드 선형 가속기 센터(Stanford Linear Accelerator Center, SLAC)는 미국의 에너지부의 계획 하에 스탠퍼드 대학교가 운영하는 입자 가속기 연구소이다. SLAC 국립 가속기 연구소(영어: SLAC National Accelerator Laboratory)라고도 한다. SLAC은 전자 빔을 사용하는 입자물리학의 이론 및 실험에 중점을 두고 있으며, 또한 원자 및 고체 상태 물리학, 생물학, 화학, 의학 등의 넓은 범위에 걸쳐 연구를 수행하고 있다. 3 km 길이의 지하 입자 가속기는 세계에서 가장 긴 선형 가속기이며, 또한 세계에서 가장 긴 직선 물체로 알려져 있다. 지상 부분의 클라이스트론은 미국에서 가장 긴 건물이기도 하다. 매우 빠른 고에너지 입자를 사용하며, 우주 생성에 관한 과학을 연구하는데도 쓰인다고 한다.

## 같이 보기
- 가속물리학
- 사이클로트론
- 전자기학
- 입자 목록